# Supercoupe d'Espagne de football 2001
Navigation
Supercoupe d'Espagne 2000 Supercoupe d'Espagne 2002
La Supercoupe d'Espagne 2001 (en espagnol : Supercopa de España 2001) est la seizième édition de la Supercoupe d'Espagne, épreuve qui oppose le champion d'Espagne au vainqueur de la Coupe du Roi. Disputée en match aller-retour les 19 août 2001 et 22 août 2001, l'épreuve est remportée par le Real Madrid aux dépens du Real Saragosse sur le score cumulé de 4 à 1.
Il s'agit du sixième titre du Real Madrid dans cette compétition. 

## Compétition
| Vainqueur Coupe | Aller | Score | Retour | Champion en titre |
| --------------- | ----- | ----- | ------ | ----------------- |
| Real Saragosse  | 1 - 1 | 1 - 4 | 0 - 3  | Real Madrid       |